# Чемпионат мира по бобслею 1979
34-й чемпионат мира по бобслею и скелетону прошёл с 16 по 25 февраля 1979 года в городе Кёнигсзе (Бавария, ФРГ).

## Соревнование двоек
| Золото                                | Серебро                                                        | Бронза                                   |
| Эрих Шерер, Йозеф Бенц (3:29,08 мин.) | Манфред Шуман, Штефан Гайсрайтер, Фриц Ольвертер (+ 1,01 сек.) | Тони Манголд, Штефан Спёте (+ 1,16 сек.) |

Фриц Ольвертер заменил травмированного Манфреда Шумана после третьей попытки соревнования.

## Соревнование четвёрок
| Золото                                                                  | Серебро                                                                                 | Бронза                                                                |
| Штефан Гайсрайтер, Дитер Гебард, Ханс Вагнер, Хайнц Буше (3:23,63 мин.) | Майнхард Немер, Бернхард Гермесхаузен, Ханс-Юрген Герхардт, Детлеф Рихтер (+ 0,01 сек.) | Эрих Шерер, Ульрих Бехли, Хансьорг Трашсель, Йозеф Бенц (+ 0,19 сек.) |

## Медальный зачёт
| Место | Страна    | Золото | Серебро | Бронза | Всего |
| ----- | --------- | ------ | ------- | ------ | ----- |
| 1     | ФРГ       | 1      | 1       | 1      | 3     |
| 2     | Швейцария | 1      | 0       | 1      | 2     |
| 3     | ГДР       | 0      | 1       | 0      | 1     |